# Chiesa di San Pietro Apostolo (Brusasco)
La chiesa parrocchiale di San Pietro Apostolo è la parrocchiale di Brusasco, in città metropolitana di Torino e diocesi di Casale Monferrato; fa parte dell'unità pastorale Santa Fede.

## Storia
I lavori per la costruzione della nuova chiesa parrocchiale iniziarono nel 1720, ma vennero interrotti solo due anni più tardi per volontà del conte di Brusasco Giovanni Ottavio Cotti, che aveva allora acquistato da Vittorio Amedeo II il feudo di Brusasco. Egli si opponeva alla costruzione della nuova parrocchia ai piedi della collina brusaschese, desiderando ch'essa rimanesse sulla collina, accanto al castello. La lite durò oltre un trentennio e i lavori vennero riavviati solo nel 1752. Costruita su progetto dell'architetto Giuseppe Antonio Genta, venne terminata l'anno seguente.

## Descrizione

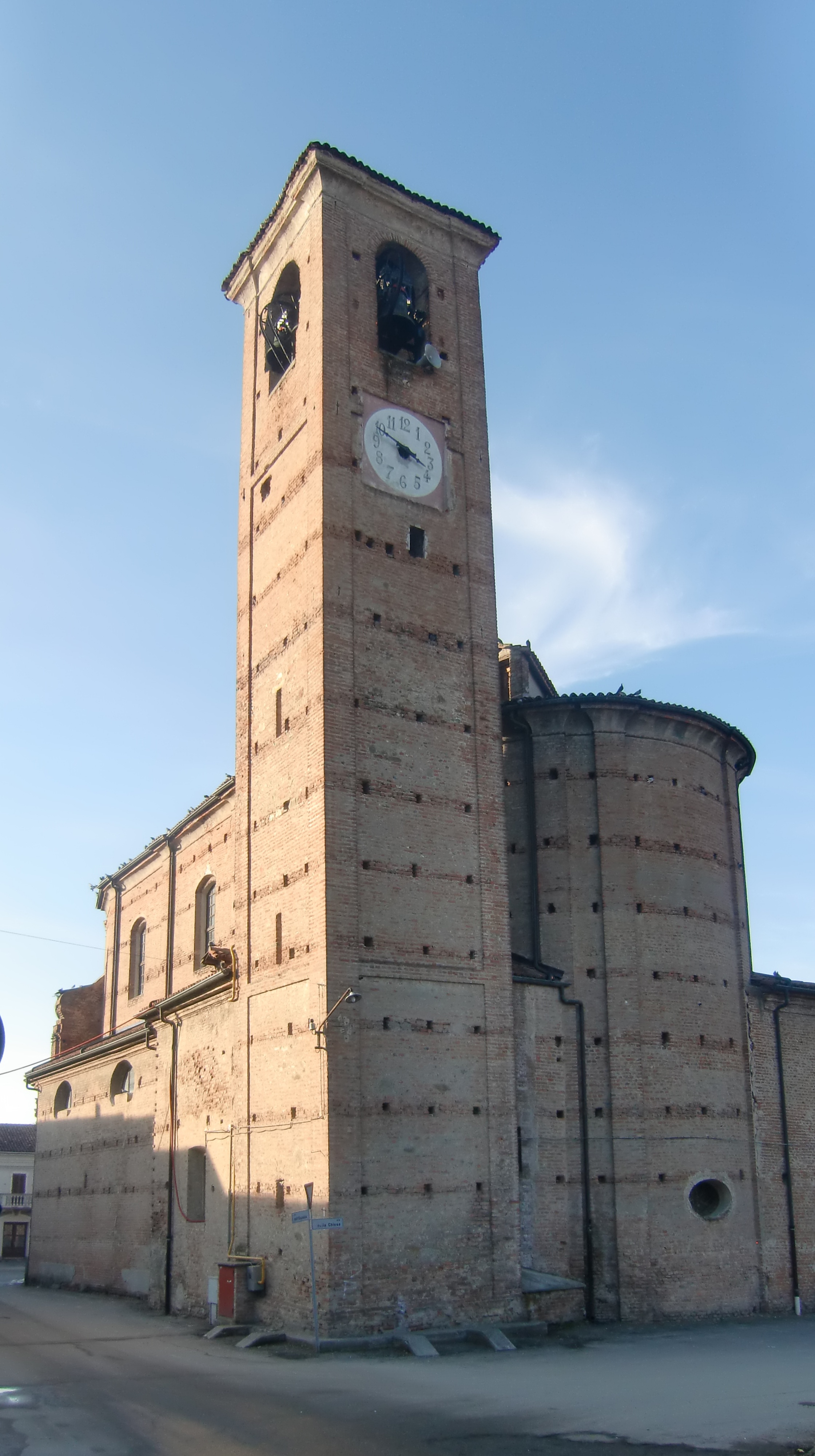
Il campanile

La facciata, inizialmente spoglia di ogni decorazione, e che aveva come modello quelle del Vittone, è stata appesantita alla fine dell'Ottocento con quattro statue raffiguranti i Santi Pietro, Paolo, Grato e Francesco. Fra le opere trasferitevi dalla chiesa di San Bernardo al Luogo, ex parrocchiale, spicca una bella pala del Rosario. Caratteristico è il campanile pendente della chiesa che, per un avvallamento nel terreno, si è storto.
La chiesa conserva inoltre un organo a canne costruito dalla ditta varesina Gandini nel 1900. Lo strumento, a trasmissione pneumatica, presenta un solo manuale e una pedaliera di 18 note.